# Edmur Mesquita
 Edmur Mesquita de Oliveira  (São Paulo, 17 de maio de 1954 – São Paulo, 12 de fevereiro de 2022) foi um político brasileiro. Foi deputado estadual pelo estado de São Paulo de 1999 a 2003.

## Biografia
Edmur iniciou a carreira em Santos, em 1982, quando se elegeu vereador pelo PMDB, atual MDB. Em 1988, foi um dos fundadores do PSDB, além de presidente do diretório municipal do novo partido. Pelo PSDB, elegeu-se deputado estadual em 1998 e concorreu à prefeitura de Santos em 2000, mas terminou na quarta colocação. Ficou no partido até 2018.
O ex-deputado também atuou como secretário-adjunto de Cultura no Governo de São Paulo, vice-presidente da Fundação Casa, diretor-executivo da Agência Metropolitana da Baixada Santista (Agem) e mais recentemente, assessor técnico na Secretaria de Governo da Prefeitura de Santos.

## Morte
Morreu em São Paulo, no Hospital das Clínicas, em 12 de fevereiro de 2022, num sábado por volta das 12h, aos 67 anos, vítima de complicações da COVID-19. Durante a internação para tratar o sistema respiratório afetado pela COVID-19, ele contraiu uma bactéria que prejudicou seus rins, pulmões e coração. Ele faleceu em decorrência de uma infecção generalizada. Foi sepultado no Memorial Necrópole Ecumênica, em Santos, em 13 de fevereiro de 2022. Deixou a esposa Julia Simonsen e os filhos Fernanda e Rodrigo Simonsen. Em honra ao político, a cidade decretou luto oficial de três dias.